# 大場・函南インターチェンジ
大場・函南インターチェンジ（だいば・かんなみインターチェンジ）は、静岡県三島市大場にある伊豆縦貫自動車道（東駿河湾環状道路）のインターチェンジである。
当ICは、将来的には本線からトランペット型インターチェンジ構造で連絡路が分岐する予定だが、大場・函南IC以南の本線開通の見通しが立っていないため、当面の間、三島方面のハーフインターチェンジとして運用され、本線高架橋（大場高架橋）から連絡路（大場南高架橋）に直接接続する構造となっている。
また、次の函南塚本ICは連絡路（函南高架橋）を通じて伊豆中央道に直結するため、国道136号（現道）や静岡県道11号熱海函南線は利用できない。だが当ICで降りて連絡路高架橋沿いの側道（函南三島バイパス）を経由することにより利用可能である。

## 接続する道路
直接接続
- 伊豆縦貫自動車道（東駿河湾環状道路）
- 伊豆縦貫自動車道（東駿河湾環状道路） 【連絡路】
- 国道136号（函南三島バイパス）（側道）
- 静岡県道141号清水函南停車場線

側道経由による間接接続
- 国道136号（現道）
- 静岡県道11号熱海函南線

## 沿革
- 1991年度 : 玉沢IC（現・三島玉沢IC） - 函南IC間 事業化
- 1995年2月21日 : 玉沢IC（現・三島玉沢IC） - 函南IC間の都市計画決定
- 2014年2月11日 : 三島塚原IC - 大場・函南IC - 函南塚本IC間開通[3]

## 周辺
- 大場駅（伊豆箱根鉄道）
- 静岡県立三島南高等学校
- 函南町役場
- 函南町文化センター（旧函南町中央公民館)
- かんなみ知恵の和館（函南町図書館等複合施設)
- さわやか函南店

## 隣
E70 伊豆縦貫自動車道（東駿河湾環状道路）
(7) 三島玉沢IC - (8) 大場・函南IC - 函南IC
E70 伊豆縦貫自動車道（東駿河湾環状道路）【連絡路】
(8) 大場・函南IC - 函南塚本IC